# شهرک صنعتی خیام
شهرک صنعتی خیامِ نیشابور یک شهرک صنعتی در ۱۰۵ کیلومتری مشهد و ۲۰ کیلومتری نیشابور است. این شهرک در تاریخ ۲۵/۱۲/۱۳۶۸ به تصویب هیئت وزیران رسیده و عملیات اجرایی آن در سال ۱۳۷۰ آغاز گردید. این شهرک با مساحت ۲۴۶ هکتار و مساحت صنعتی ۳۶/۱۰۹ هکتار در کیلومتر ۲۰ جاده نیشابور - مشهد قرار دارد.

## ویژگی‌های شهرک
1. در نزدیکی جاده ۴۴ ایران است.
2. در راه لولهٔ گاز مشهد - نیشابور است.
3. نزدیک بودن به شهرستان نیشابور و امکان استفاده از امکانات شهرستان.
4. دارای امکانات زیر بنایی آب، برق، تلفن و فضای سبز است.
5. امکان پوشش تلفن همراه.
6. واحدهای تولیدی مستقر در این شهرک از تاریخ شروع بهره‌برداری به میزان ۸۰٪ به مدت چهار سال از مالیات معاف می‌باشند.
7. این شهرک در منطقه محروم است. البته نه تمامی آنان
8. دارای گمرک می‌باشد.